# 许杰 (演员)
许杰（1963年3月—），男，越剧演员，一级演员，擅长小生，上海戏剧家协会会员，曾任上海越剧院一团团长，现为该院艺术总监。
1974年，进入上海越剧院学馆学习越剧。1980年，进入上海越剧院。许杰师承陆派（陆锦花），为越剧男女合演的代表人物。代表作 越剧《珍珠塔》、《白莲花》、《色官审案》、《天鹅之歌》、《浪荡子》、《血染深宫》、《王子复仇记》、《曹植与甄洛》、《木棉红》、《家》、《千古情怨》、《赵氏孤儿》、《藜斋残梦》、《祥林嫂》》、《玉卿嫂》、《早春二月》，越剧小戏《蔡锷与小凤仙》、《夜深沉》，越剧电视剧《沙漠王子》、《汉宫怨》、《新路》等。 
曾获1984年上海市青年演员会演“新苗奖”，1986年江、浙、沪越剧青年演员电视大奖赛三等奖。